# Kirkby Lonsdale
Kirkby Lonsdale est une ville du South Lakeland en Angleterre dans le comté de Cumbria, sur la Lune.

## Géographie
Elle est située à 21 km au sud-est de Kendal.

## Personnalités liées à la ville
- James Baynes (1766-1837), aquarelliste et dessinateur, y est né.
- Henry Bickersteth (1er baron Langdale) (1783-1851), réformateur du droit anglais et maître des rôles, y est né.
- Humphrey Procter-Gregg (1895-1980), compositeur et enseignant, y est né.